# Fútbol en los Juegos del Pacífico Sur de 1966
El fútbol fue uno de los deportes jugados en los Juegos del Pacífico Sur 1966 que se realizaron en Nouméa, Nueva Caledonia, entre el 12 y el 17 de diciembre.
6 equipos participaron en este torneo de fútbol.

## Sistema de competición
Para la segunda edición de estos juegos se usó un sistema de todos contra todos y después una liguilla
- Las 6 selecciones participantes se dividen en 2 grupos de 3 naciones.
- Pasan a la siguiente ronda (semifinales) los dos primeros de cada grupo.
- El primero del A se enfrenta contra el segundo de B y el primero del B de se enfrenta contra el segundo de A.
- Los derrotados jugaron un partido por el tercer lugar.
- Los vencedores jugaron la final en Nouméa, Nueva Caledonia.

## Equipos participantes
En cursiva los debutantes.
| Equipos participantes | Equipos participantes | Equipos participantes |
| --------------------- | --------------------- | --------------------- |
| Tahití                | Papúa Nueva Guinea    | Wallis y Futuna       |
| Nueva Caledonia       | Nuevas Hébridas       | Islas Salomón         |

### Grupo A
- Nota: Por victoria se toman 2 puntos, por empate 1 punto.

| Equipo             | Pts | PJ | PG | PE | PP | GF | GC | Dif |
| ------------------ | --- | -- | -- | -- | -- | -- | -- | --- |
| Tahití             | 4   | 2  | 2  | 0  | 0  | 9  | 3  | 6   |
| Papúa Nueva Guinea | 2   | 2  | 1  | 0  | 1  | 12 | 5  | 7   |
| Wallis y Futuna    | 0   | 2  | 0  | 0  | 2  | 1  | 14 | -13 |

### Partidos
| Fecha                   | Lugar                   |                    |                               | Resultado |                               |                    |
| ----------------------- | ----------------------- | ------------------ | ----------------------------- | --------- | ----------------------------- | ------------------ |
| 12 de diciembre de 1966 | Nouméa, Nueva Caledonia | Tahití             | Bandera de Polinesia Francesa | 4:3       | Bandera de Papúa Nueva Guinea | Papúa Nueva Guinea |
| 13 de diciembre de 1966 | Nouméa, Nueva Caledonia | Tahití             | Bandera de Polinesia Francesa | 5:0       | Bandera de Wallis and Futuna  | Wallis y Futuna    |
| 14 de diciembre de 1966 | Nouméa, Nueva Caledonia | Papúa Nueva Guinea | Bandera de Papúa Nueva Guinea | 9:1       | Bandera de Wallis and Futuna  | Wallis y Futuna    |

### Grupo B
- Nota: Por victoria se toman 2 puntos, por empate 1 punto.

| Equipo          | Pts | PJ | PG | PE | PP | GF | GC | Dif |
| --------------- | --- | -- | -- | -- | -- | -- | -- | --- |
| Nueva Caledonia | 4   | 2  | 2  | 0  | 0  | 13 | 0  | 13  |
| Nuevas Hébridas | 1   | 2  | 0  | 1  | 1  | 4  | 9  | -5  |
| Islas Salomón   | 1   | 2  | 0  | 1  | 1  | 4  | 12 | -8  |

### Partidos
| Fecha                   | Lugar                   |                 |                            | Resultado |                          |                 |
| ----------------------- | ----------------------- | --------------- | -------------------------- | --------- | ------------------------ | --------------- |
| 12 de diciembre de 1966 | Nouméa, Nueva Caledonia | Nueva Caledonia | Bandera de Nueva Caledonia | 5:0       |                          | Nuevas Hébridas |
| 13 de diciembre de 1966 | Nouméa, Nueva Caledonia | Nueva Caledonia | Bandera de Nueva Caledonia | 8:0       | Bandera de Islas Salomón | Islas Salomón   |
| 14 de diciembre de 1966 | Nouméa, Nueva Caledonia | Nuevas Hébridas |                            | 4:4       | Bandera de Islas Salomón | Islas Salomón   |

## Segunda ronda

### Semifinales
| Fecha                   | Lugar                   |                 |                               | Resultado |                               |                    |
| ----------------------- | ----------------------- | --------------- | ----------------------------- | --------- | ----------------------------- | ------------------ |
| 15 de diciembre de 1966 | Nouméa, Nueva Caledonia | Tahití          | Bandera de Polinesia Francesa | 3:0       |                               | Nuevas Hébridas    |
| 15 de diciembre de 1966 | Nouméa, Nueva Caledonia | Nueva Caledonia | Bandera de Nueva Caledonia    | 4:0       | Bandera de Papúa Nueva Guinea | Papúa Nueva Guinea |

### Tercer lugar
| Fecha                   | Lugar                   |                 |  | Resultado |                               |                    |
| ----------------------- | ----------------------- | --------------- |  | --------- | ----------------------------- | ------------------ |
| 17 de diciembre de 1966 | Nouméa, Nueva Caledonia | Nuevas Hébridas |  | 5:2       | Bandera de Papúa Nueva Guinea | Papúa Nueva Guinea |

### Final
| Fecha                   | Lugar                   |                 |                            | Resultado |                               |        |
| ----------------------- | ----------------------- | --------------- | -------------------------- | --------- | ----------------------------- | ------ |
| 17 de diciembre de 1966 | Nouméa, Nueva Caledonia | Nueva Caledonia | Bandera de Nueva Caledonia | 0:2       | Bandera de Polinesia Francesa | Tahití |

| Bandera de Polinesia Francesa |
| Campeón Tahití                |
| Primer título                 |